# ونکتپورم، کریشنا
ونکتپورم، کریشنا (به انگلیسی: Venkatapuram, Krishna district) یک روستا در هند است که در آندرا پرادش واقع شده‌است.

## خصوصیات
ونکتپورم ۱٬۵۰۰ نفر جمعیت دارد.